# Шандор Вікентій Іванович
Віке́нтій Іва́нович Ша́ндор  (12 жовтня 1907, Баранинці — 11 серпня 2003, Сомерсет, Нью-Джерсі, США) — український правник, науковець, публіцист, громадсько-політичний і культурний діяч Підкарпатської Русі та Карпатської України.

## Біографія
Закінчив Мукачівську торговельну академію (1923—1927) та факультет права Карлового університету в Празі (1930—1935). Працював у Підкарпатському банку в Ужгороді (1927—1928), перебував на військовій службі в чехословацькій армії (1928—1931). Звання доктора права здобуву Празькому університеті (1939). У 1935—1945 роках, із п'ятимісячною перервою працював у Земському банку в Братиславі. Голова представництва уряду Карпатської України при центральному уряді Чехословаччини у Празі (1938—1939).
Після Другої світової війни емігрував спершу до Німеччини, а згодом 1947 року до США. Співзасновник і довголітній голова Карпатського Союзу, адміністративний директор секретаріату Пан-Американської Української Конференції. Вивчав політологію у Франкфуртському (ФРН) та Колумбійському (США) університетах. Працював доцентом Українського технічного інституту в Нью-Йорку, у секретаріаті ООН з питань слов'янських країн. У 1985—1989 рр. призначався заступником голови уряду Української народної республіки в екзилі. Ініціатор створення товариства «Карпатська Січ». Опублікував понад 100 праць українською, англійською і німецькою мовами. Автор монографій та статей з історії Карпатської України.

## Основніші праці
- Закарпаття. Історично-правовий нарис від ІХ ст. до 1920 р. — Нью-Йорк, 1992. (ISBN 0-914834-87-8)
- Спомини. У 2-х томах. — Т. 1: Карпатська Україна, 1938—1939. — Ужгород, Нью-Йорк, 1996 (ISBN 5-7707-6383-3); — Т. 2: Карпатська Україна 1939—1945. — Ужгород, 2000 (ISBN 966-7112-26-8).
- Carpatho-Ukraine in the Twentieth Century: A Political and Legal History. — Harvard, 1997. (ISBN 978-0916458867)

## Вшанування пам'яті
На його честь названо вулицю в Ужгороді у мікрорайоні Боздош, у селі Драгово Хустського району та у рідному селі Баранинці.